# دوباره در جاده (ترانه ویلی نلسون)
دوباره در جاده (به انگلیسی: On the Road Again) نام ترانه‌ای از ویلی نلسون است. موضوع ترانه زندگی خواننده در خلال تور است. این ترانه در سال ۱۹۸۰ در آلبوم گل سرخ امین‌الدوله منتشر شد. این ترانه در اصل برای فیلمی به همین نام ساخته شده بود.

## یادداشت
1. ↑  Honeysuckle Rose